# عثمان بن عبد الحق
أبو سعيد عثمان بن عبد الحق بن محيو ابن الأمير أبي بكر بن حمامة بن محمد بن وزرير، بن فجوس، بن جرماط، بن مرين الزناتي المريني .
مولده سنة 593 هـ. بويع بعد أبيه ببوادي المغرب بازغار سنة 614هـ

## صفته
أبيض اللون كما جاء في كتاب روضة النسرين في دولة بني مرين

## حاله
حاله كما جاء في كتاب الذخيرة السنية في تاريخ الدولة المرينية لعلي ابن أبي زرع الفاسي :
كان الأمير عثمان بن عبد الحق شديد الحزم ... ذا نجدة وزعامة، وقوة وعزامة، له رأي سديد، وعضد شديد، وكرم وإيثار، وحماية للذمار، وحفظ للجوار، وحياء ودين، وصدق ووفاء، وصحة مذهب ويقين، وكان مع ذلك معظما للعلماء موقرا للصالحين ..... كثير الصوم والصلاة, .... سلك نهج أبيه وسيره وشيمه وطريقه، فلم يزل على السنن القويم، والهدي المستقيم، حتى أتاه اليقين ......

## وفاته
قتل بوادي ردات في أول المحرم سنة 638هـ, وهو يومئذن ابن خمس وأربعين سنة، فكانت أيامه وإمارته على قبائل مرين وبوادي المغرب أربعا وعشرين سنة وسبعة أشهر من يوم وفاة والده وبيعة بني مرين إياه .